# Ahemenidsko Carstvo
Ahemenidsko Carstvo (perzijski: هخامنشیان, staroperzijski: Haxâmanešiyan) bilo je prvo Perzijsko Carstvo koje je od 550. do 330. pr. Kr. obuhvaćalo prostor Velikog Irana, odnosno druga iranska carska dinastija (nakon Medijskog Carstva). Na vrhuncu svoje moći iransko Ahemenidsko Carstvo protezalo se na 10,7 milijuna km² što ga čini najvećim carstvom u povijesti starog vijeka. Također, carstvo je u to doba obuhvaćalo oko 46% svjetske populacije.
Ahemenidsko Perzijsko Carstvo osnovao je Kir Veliki koji ga je proširio na veći dio azijskog dijela Bliskog istoka, dok su ga njegovi nasljednici Kambiz II. i Darije Veliki proširili i na Afriku odnosno Europu, što ga čini prvim carstvom koje se protezalo na tri kontinenta. Teritorij carstva osim Irana obuhvaćao je dijelove današnje Indije i Pakistana, područja Središnje Azije, Male Azije, Trakije, veći dio obala Crnog mora, Mezopotamiju, sjever Arapskog poluotoka, Levant, Siriju, te sjeveroistočni dio Afrike uključujući Egipat, Libiju, Sudan i Etiopiju.
U zapadnoj povijesti ahemenidsko Perzijsko Carstvo ostalo je najviše upamćeno po grčko-perzijskim ratovima, uspješnom modelu Kirove odnosno Darijeve centralizirane administracije, bogatoj umjetničkoj ostavštini, oslobađanju Židova iz babilonskog ropstva, toleranciji vjerskih manjina, te prvom pisanom spomeniku o ljudskim pravima (Kirov cilindar). Ahemenidsko Carstvo doživljava pad početkom 4. stoljeća pr. Kr., te ga 330. pr. Kr. osvaja Aleksandar Makedonski.

## Povijesni izvori
Problem istraživanja Ahemenidskog Carstva predstavlja ograničen broj pisanih dokumenata o vlastitoj povijesti, što ahemenidske vladare razlikuje primjerice od asirskih kraljeva. Veliki dio perzijskih povijesnih zapisa uništen je u brojnim razaranjima prilikom makedonskih, arapskih te posebno mongolskih osvajanja. Sačuvani dokumenti uglavnom se sastoje od administrativnih evidencija o kraljevskim satrapijama što uključuje nasljeđivanje zemljišta, porezne dokumente i slično. Velik dio povijesnih izvora o Ahemenidskom Carstvu oslanja se na zapise njihovih neprijatelja poput Grka; Herodot, Strabon, Ktezije, Polibije, Klaudije Elijan, itd. Ostali strani izvori uključuju egipatske zapise te biblijske knjige o Ezri i Esteri koje također sadrže reference na nekoliko perzijskih kraljeva. Antički autori mnogo su pisali o Ahemenidskom Carstvu (npr. Persica), no veći dio tih djela je izgubljen dok je sačuvano svega nekoliko ulomaka. Ahemenidski vladari ostavili su priličan broj kraljevskih zapisa (npr. u Behistunu) u kojima se spominju radovi na gradilištima i njihov osvrt na politiku carstva. Takvi povijesni dokumenti djelomično otvaraju povijesnu perspektivu u kontekstu shvaćanja njihovog obnašanja vlasti.
Literatura o Ahemenidima je u konačnici vrlo raznolika, no njihova analiza je problematična budući kako su neravnomjerno distribuirani u prostoru i vremenu. Primjerice, dok u područjima kao što su Fars, Suza, Egipat i Babilon postoje brojni dokumenti, u ostalim dijelovima carstva ima ih malo ili gotovo i ne postoje. U kronološkom smislu, doba vladavine Kira Velikog, Darija Velikog, Artakserksa I. i Darija II. obiluju dokumentima, no to nije slučaj s razdobljima vladavine ostalih velikih kraljeva.

## Povijest

### Podrijetlo dinastije
Osnivač ahemenidske dinastije je prema predaji Ahemen (staroperzijski Haxamaniš: „prijateljskog duha“), no postojanje te povijesne osobe je kontroverzno. Prema Behistunskim natpisima, Ahemen je bio kralj perzijskih plemena u zapadnom Iranu (blizu jezera Urmija) krajem 8. stoljeća pr. Kr., a plaćao je danak Asircima koji su u to vrijeme vladali regijom.
Pod pritiskom moćnih kraljevstva Medijaca, Asiraca i Urartu, Perzijanci se sele južno od planinskog masiva Zagros i krajem 2. tisućljeća pr. Kr. postupno naseljavaju područje oko grada Anšana. Ahemenov sin, perzijski vladar Teisp širi ahemenidski utjecaj osvajajući teritorije oko Anšana i regije Fars te se postavlja kao kralj Anšana, dok asirski kralj Asurbanipal osvaja Suzu čime nestaje Elamsko kraljevstvo.
Teisp postaje prvim ahemenidskim kraljem koji je nosio tituli kralja Anšana, a nakon njegove smrti kraljevstvo je podijeljeno između dva njegova sina; Kira I. (Kuraš) kojem pripada Anšan, i Arijaramna (Arijaramna: „onaj koji je donio mir u Iran“) kojem pripada Parsumaš. Ovi kraljevi imaju samo ograničenu ulogu u regiji kojom su i dalje dominirali Medijci i Asirci. Postojanje Kira I. ovjereno je pečatom koji spominje riječi „Anšan Kuraš, sin Teispov“. Međutim, to se odnosi na priznanje isplate danka asirskom kralju Asurbanipalu od Kuraša Parsumaša, što kombiniranjem perzijskih i asirskih izvora sugerira kako je Kir I. objedinjavao dvije krune (vlastitu i Arijaramnovu). Takav scenarij je realan jer Perzijanci pod asirskom dominacijom svakako nisu željeli separaciju vlastitog kraljevstva. Alternativna priča bila bi kako je postojao samo jedan kralj (Kir I.) koji je vladao i Anšanom i Parsumašom, dok je Arijaramn izmišljen lik. Ipak, odvojeno spominjanje Anšana i Parsumaša sugerira kako su postojala dva perzijska kralja. Nakon pada Novoasirskog Carstva, Ahemenidi su priznali medijsku dominaciju regijom. Uzroci i oblik prelaska pod vlast Medijskog Carstva i dalje su nepoznati.
Darije Veliki bio je prvi koji je spomenuo Ahemena kao pretka Kira Velikog (576. – 529. pr. Kr.) odnosno kao osnivača ahemenidske dinastije. Ipak, neki povjesničari vjeruju kako je Darije Veliki izmislio Ahemenov lik kako bi opravdao svoj dolazak na vlast svrgavanjem Smerdisa. U slučaju postojanja Ahemena značilo bi kako ahemenidska dinastija datira još od početka 7. stoljeća pr. Kr. i traje nepuna četiri stoljeća; sve do 330. pr. Kr.

### Ahemenidski vladari
| Vladar            | Period                             | Rodno srodstvo                        |
| ----------------- | ---------------------------------- | ------------------------------------- |
| Ahemen            | cca 705. - cca 675. pr. Kr.        | Nepoznato                             |
| Teisp             | cca 675. - cca 640. pr. Kr.        | sin Ahemena                           |
| Kir I.            | cca 640. - cca 580. pr. Kr.        | sin Teispa                            |
| Kambiz I.         | 580. – 559. pr. Kr.                | sin Kira I.                           |
| Kir II. Veliki    | 559. – 530. pr. Kr.                | sin Kambiza I.                        |
| Kambiz II.        | 530. – 522. pr. Kr.                | sin Kira Velikog                      |
| Smerdis           | ožujak 522. - rujan 522. pr. Kr.   | sin Kira Velikog                      |
| Darije I. Veliki  | rujan 522. - listopad 486. pr. Kr. | sin Histaspa, rođak Kambiza II.       |
| Kserkso I. Veliki | rujan 486. - listopad 465. pr. Kr. | sin Darija Velikog, unuk Kira Velikog |
| Artakserkso I.    | 465. – 424. pr. Kr.                | sin Kserksa I. Velikog                |
| Kserkso II.       | 424. – 424. pr. Kr.                | sin Artakserksa I.                    |
| Sogdijan          | 424. – 423. pr. Kr.                | sin Artakserksa I.                    |
| Darije II.        | 423. – 404. pr. Kr.                | sin Artakserksa I.                    |
| Artakserkso II.   | travanj 404. - ožujak 358. pr. Kr. | sin Darija II.                        |
| Artakserkso III.  | ožujak 358. - rujan 338. pr. Kr.   | sin Artakserksa II.                   |
| Artakserkso IV.   | rujan 338. - lipanj 336. pr. Kr.   | sin Artakserksa III.                  |
| Darije III.       | lipanj 336. – 330. pr. Kr.         | sin Arsama, rođak Artakserksa IV.     |

### Stvaranje i širenje carstva

#### Kir Veliki
Godine 559. pr. Kr. na anšanski tron dolazi Kir II. Veliki, sin Kambiza I. Budući kako je prijenos krune Parsumaša s Arsama (Arijaramnov sin) također prešao na Kira Velikog, on je objedinio dva perzijska kraljevstva pa ga se smatra prvim pravim perzijskim kraljem. Ipak, u početku Kirove vladavine Perzija je i dalje bila pod dominacijom moćnog Medijskog Carstva.
Između 553. i 550. pr. Kr. izbija perzijska pobuna odnosno rat između Medijaca i Perzijanaca u kojem Kir Veliki pobjeđuje svog djeda, medijskog kralja Astijaga i zauzima Ekbatanu (Hagmatana „Mjesto okupljanja“, danas Hamadan). Ovaj prevrat uzrokovao je prijenos političke moći s prije dominantnih Medijaca, na drugi iranski narod - Perzijance, koji su sada dominirali nad Medijcima. Kir Veliki velikodušno se ponio prema bivšem medijskom kralju; ostavio ga je na životu i obećao kako će se ponašati kao njegov legitimni nasljednik. Prema Kteziju i Ksenofontu, Kir se oženio Astijagovom kćeri Amitisom što se čini nelogičnim jer bi tada ona bila i njegova žena i ujna. Vjerojatno objašnjenje jest da se Astijag oženio još jednom i da je njegova druga žena rodila navedenu kćer. Ekbatana, dojučerašnji glavni grad Medije, zbog svoje velike strateške važnosti kontroliranja Središnje Azije postala je glavnim gradom novog, Ahemenidskog Perzijskog Carstva.
Prijenos političke dominacije s Medijaca na Perzijance doveo je do velikog preokreta na Bliskom istoku, jer se Kir Veliki nakon pokoravanja Medijskog Carstva morao obračunati sa svojim susjedima i nekadašnjim medijskim saveznicima; moćnim Lidijskim i Babilonskim Carstvom. Lidijski kralj Krez (Astijagov šogor) u prevratu među dvjema iranskim dinastijama vidio je priliku za proširenje svog Lidijskog Carstva, pa njegove trupe kreću u pohod protiv Ahemenidskog Carstva. Ipak, Kir Veliki brani carstvo od napadača u bitci kod Pterije te nastavlja rat protiv Lidijaca sve do konačnog osvajanja lidijskog glavnog grada Sarda, čime Lidijsko Carstvo prestaje postojati. Bogati lidijski kralj Krez biva zarobljen, no Kir ga daje poštedjeti te ga uzima za svog osobnog savjetnika na kraljevskom dvoru.
Godine 546. pr. Kr. Kir Veliki vratio se iz Male Azije koja je bila potpuno pokorena, izuzevši jonske i eolijske gradove. Perzijski veliki kralj odmah započinje nove vojne ekspedicije protiv Babilonije, Skitije, Baktrije i Egipta koji su bili politička prijetnja Perzijskom Carstvu. Ovaj period je slabo poznat, no zna se kako je babilonska vojska poražena u bitci kod Opisa, a potom je 539. pr. Kr. i sam glavni grad Babilon pao u perzijske ruke nakon lukave opsade u kojoj se perzijska vojska Eufratom ušuljala u grad i praktički ga zauzela bez otpora. Nakon Babilona, Kir Veliki 540. pr. Kr. osvaja Baktriju i Sakiju. Pretpostavlja se kako je u međuvremenu Kir osvojio i Partiju, Drangijanu, Ariju, Horazmiju, Gandaru, dio Skitije, Sagartiju, Arahoziju i južni Baludžistan (Makran). Ovi podaci poznati su s Darijevih Behistunskih natpisa na kojima su navedene svi osvojeni teritoriji.
Politika Kira Velikog prema osvojenim zemljama bila je vrlo tolerantna, čime je perzijski vladar nastojao osigurati lojalnost pokorenih naroda. Također, Kir i njegovi nasljednici nastojali su omekšati nacionalističke napetosti među narodima unutar carstva, što je predstavljalo revolucionarni preokret u odnosu na ostale periode povijesti Bliskog istoka.
Nakon zauzimanja Babilona, Kir Veliki omogućava zarobljenim Židovima da se vrate u Jeruzalem, te im financira povratak i rekonstrukciju razrušenog Salomonovog hrama. Nakon toga, Kir osvaja cijelu Mezopotamiju i sjeverne dijelove Arapskog poluotoka pa pod njegovu vlast dolaze i Arapi. Oko 545. pr. Kr. osvojen je i Cipar. S obzirom na ograničene povijesne izvore, o Kirovom osvajanju Sirije, Fenicije i Palestine se zna vrlo malo.

#### Kambiz II.
Kirov nasljednik i njegov sin Kambiz II. između 525. i 522. pr. Kr. vodi afričke ekspedicije i osvaja Egipat i veći dio sjeveroistočne Afrike; kraljevstva Libije, Kirenaike i Nubije. Kambiz se za pustinjsku ekspediciju pripremio sklopivši savezništvo s arapskim poglavarima koji su perzijskoj vojsci dopremali prijeko potrebnu vodu. Egipatski faraon Amazis II. nadao se da će mu savezništvo s Grcima pomoći da se odupre perzijskoj invaziji. Ipak, faraonska nada je propala jer su se ciparski gradovi i tiranin Polikrat s otoka Samosa koji je posjedovao veliku mornaricu odlučili priključiti Perziji, dok je zapovjednik grčkih trupa Fan od Halikarnasa pristupio perzijskim trupama. U odlučujućoj bitci kod Peluzija egipatska vojska je poražena, a nedugo poslije osvojen je grad Memfis. Bitka je postala popularna po tome što su Perzijanci kao štitove koristili mačke koje su bile svete Egipćanima, pa su se predavali iz straha da ih ne ozlijede. Zarobljeni faraon Psamtik III. je pogubljen jer je pokušao podići ustanak. Egipatski zapisi govore kako je Kambiz službeno prihvatio faraonsku titulu. Kambiz II. iz Egipta pokušava osvojiti Kuš, kraljevstvo koje se nalazi u današnjem Sudanu i Etiopiji. Ipak, njegova vojska nije uspjela proći surovu pustinju pa se uz velike gubitke povukla.
Za vrijeme Kambizovih pohoda u Africi, u srcu Perzije pojavio se čovjek koji je tvrdio kako je Bardija (Smerdis), iako je pravi Smerdis bio ubijen tri godine ranije. Radilo se o magijskom uzurpatoru Gaumati koji je želio zaposjesti na perzijski tron, što mu je i uspjelo jer su ga priznali za kralja. Kambiz II. se pokušao obračunati s njim, no na putu u Pasargad je izgubio život. Prema Dariju, Kambiz je počinio samoubojstvo jer je smatrao kako nema šanse da se uspije vratiti na tron, dok grčki povjesničari Herodot i Ktezije navode kako je smrt bila nesretan slučaj.

#### Darije Veliki
Nitko se nije usudio pobuniti protiv lažnog kralja, osim Darija I. Velikog koji uz pomoć šest perzijskih plemića iznenađuje i ubija uzurpatora 522. pr. Kr. Darije Veliki tada postaje perzijski veliki kralj. Ženi se s Atosom, ženom lažnog cara i kćerkom Kira Velikog. Imali su sina Kserksa I., koji će naslijediti oca. Iznenadnu promjenu na vrhu države vladari perzijskih provincija su vidjeli kao dobru priliku da dobiju nezavisnost. U Suzi, Babilonu, Mediji i Sagartiji uzurpatori su skupljali armije iza sebe. Međutim, Darije u dvije godine smiruje sve te pobune. Čak je i Babilon, koji se dva puta pobunio, priznao vlast Darija Velikog.
Darije Veliki nastavio je širiti Perzijsko Carstvo u Središnjoj Aziji i Europi; godine 512. pr. Kr. krenuo je u rat protiv nomadskih Skita. Velika perzijska vojska prešla je Bospor i zauzela istočnu Trakiju dok se Makedonija dobrovoljno priključila Perziji, te prešla Dunav. Osvajanje Trakije bilo je značajno budući kako je ta regija bila bogata drvom potrebnim za brodogradnju, te plemenitim metalima.
Nakon smirivanja jonskog ustanka, Darije Veliki počinje kovati planove za uklanjanje grčke prijetnje sa zapada, odnosno na kažnjavanje Atene i Eretrije zbog potpore jonskom ustanku pri čemu je opustošen perzijski grad Sard u Lidiji. Za vrijeme vladavine Darija Velikog pokrenute su dvije veće ekspedicije protiv neprijateljskih polisa.
Prva perzijska kažnjenička ekspedicija pokrenuta je 492. pr. Kr. a predvodio ju je Mardonije, zet Darija Velikog. On ponovno osvaja europsku regiju Trakiju koja je nominalno bila dijelom Perzijskog Carstva od 513. pr. Kr. Mardonije potom priključuje Makedoniju pod perzijsku upravu, iako je kraljevina Makedonija prethodno bila nezavisni saveznik Perzijanaca. Njegovi daljnji pohodi zaustavljeni su kod poluotoka Atosa gdje mu je većina mornarice stradala u velikoj oluji, nakon čega se vratio u Malu Aziju.
Godine 490. pr. Kr. perzijski vojni zapovjednici Datis i Artafern Mlađi zaduženi su od Darija Velikog da pripreme kombinirane kopnene i pomorske snage protiv Atene i Sparte. Perzijska borbena grupa počinje s pohodom protiv otoka Naksos kojem se osvećuju za neuspješnu ekspediciju njihovih jonskih saveznika desetljeće ranije, a zatim dolaze do Eubeje gdje se nalazio jedan od glavna dva cilja; grad Eretrija koji pada nakon perzijske opsade. Ipak, vojna operacija protiv Atene doživljava neuspjeh u bitci kod Maratona.
Darije Veliki ostao je upamćen i po gradnji monumentalnih palača u Suzi, te veličanstvenog novog glavnog grada Perzepolisa koji je služio kao metropola njegovim nasljednicima.

### Vanjska politika

#### Kserkso I.
Kserkso I. (perz. Xšayarša: „Vladar heroja“) 486. pr. Kr. nasljeđuje svog oca Darija Velikog na perzijskom tronu. Neposredno u početku Kserksove vladavine izbijaju pobune u Egiptu i Grčkoj, pa Kserkso pokreće vojne ekspedicije u cilju ugušenja pobuna. Nakon smirivanja ustanka u Egiptu, Kserkso okuplja glavninu perzijskih snaga i kreće u pohod protiv Atene i Sparte. Prilikom marša iz Azije u Europu perzijska vojska je kod Dardanela prešla na europsko kopno preko dva velika pontonska mosta koji su predstavljali vrhunsko inženjersko dostignuće tog vremena. Grčke snage pokušavaju Perzijance zaustaviti u bitkama kod Termopila i Artemizija, no Perzijanci ih pobjeđuju i nastavljaju prodor do napuštene Atene koju Kserkso daje razoriti kao odmazdu za njihovo pomaganje jonskog ustanka pri čemu je razoren grad Sard. Atenjani i Spartanci povukli su se na Peloponez, a na Korintskoj prevlaci postavili su fortifikacije.
Atenjani su pobjedu protiv Perzijanaca ostvarili tek u pomorskoj bitci kod Salamine, kada je Temistoklo iskoristio prednosti plitkog i uskog zaljeva u kojem perzijska mornarica nije mogla manevrirati. Čuvši za nerede u perzijskoj satrapiji Babilonu, Kserkso i vojska odlaze iz Grčke, a kontrolu ostavljaju manjem dijelu vojske i svojim grčkim saveznicima na čelu s Mardonijem koji su poslije godinu dana Atenjani i Spartanci porazili u bitci kod Plateje. Službeno, rat između Perzijanaca i Grka okončan je Kalijinim mirom, trideset godina nakon velikih bitaka.
U prvim godinama vladavine Kserkso obilježava promjenu tolerantne perzijske politike prema osvojenim narodima koje su provodili njegovi prethodnici Kir i Darije. Nakon gušenja pobuna u Babilonu, Ateni, Baktriji i Egiptu, kaznio ih je razaranjem lokalnih hramova. Titule faraona i babilonskog kralja dao je ukinuti, te je te zemlje pretvorio u satrapije. Egipćani su se kasnije dva puta uspješno pobunili i povratili svoju nezavisnost, no perzijski kraljevi vladali su Egiptom kao XXVII. i XXXI. dinastija.

#### Artakserkso I.
Artakserkso I., Kserksov sin, nasljeđuje oca na prijestolju 465. pr. Kr. nakon što je ubijen u dvorskim spletkama, te odmah nakon stupanja na vlast guši pobunu u Baktriji. Potom provodi pravne i političke reforme u kontekstu redefiniranja odnosa između velikog kralja i perzijske aristokacije. Poput Darija i Kserksa, nastavlja nadograđivati kompleks u Perzepolisu, no unatoč tome grad pomalo gubi na političkom značaju u korist Suze i Babilona. Prema nekim hipotezama Perzepolis je postao kraljevsko odmorište, no to nije pouzdano. Nakon Baktrije, zbog glasina o ubojstvu Kserksa i visokih poreza novi neredi izbijaju 460. pr. Kr. u Egiptu gdje je ubijen satrap, zauzet grad Memfis i zatražena pomoć od Atene. Perzija je na pobunu odgovorila vojnom ekspedicijom pod vodstvom perzijskog generala Megabiza II., koji vodi vojsku kroz Judeju te 454. pr. Kr. guši egipatsku pobunu i uhićuje pobunjenike. Paralelno s nemirima u perzijskoj provinciji Egiptu, jačaju napetosti i s polisima Grčke.

#### Kserkso II., Sogdijan i Darije II.
Godine 424. pr. Kr. Artakserkso I. umire u Suzi, a sahranjen je u grobnički kompleks Nakš-e Rustamu kraj Perzepolisa, gdje su sahranjeni i njegovi prethodnici. Naslijedio ga je Kserkso II., njegov sin i jedini legitimni nasljednik, koji je nakon samo 45 dana vladavine ubijen od strane polubrata Sogdijana. Ocho (staroperz. Vahuka), drugi polubrat Kserksa II., nakon šest i pol mjeseci vladanja Sogdijana zbacuje ga s prijestolja i kruni se kao Darije II. Ovo razdoblje proteklo je politički turbulentno jer svaki od navedene polubraće vodio je vlastitu propagandnu kampanju u svrhu dokazivanja svog prava na prijestolje, a borba za vlast označila je početak slabljenja Perzijskog Carstva.
Iz razdoblja vladavine Darija II. postoji ograničen broj povijesnih izvora, koji govore isključivo o političkoj situaciji na zapadnim granicama carstva gdje su i dalje vladalo neprijateljstvo između Grka i Perzijanaca. Između 411. i 407. pr. Kr. Atenjani koriste neorganizirane i kontradiktorne poteze perzijskih satrapa u Maloj Aziji da osvajaju dio obalnog područja.

#### Artakserkso II.
Nakon što je 404. pr. Kr. naslijedio svoga oca Darija II., Artakserkso II. je morao braniti pravo na prijestolje protiv njegova brata Kira Mlađeg, koji ga je pokušao smaknuti odmah nakon stupanja na tron. Pokušaj atentata je propao i Kir Mlađi je zarobljen, no na nagovor majke Parisatide Artakserkso II. pošteđuje brata te ga vraća u satrapiju Lidiju. Godine 401. pr. Kr. Kir Mlađi u Maloj Aziji okuplja 10.000 grčkih plaćenika („Deset tisuća“) i još toliko azijskih vojnika, te kreće u ponovnu borbu protiv Artakserksa II. za perzijski tron. Njihove vojske sukobile su se u bitci kod Kunakse gdje Kir Mlađi pogiba, čime je pobuna ugušena, odnosno ojačana pozicija Artakserksa II. Ipak, političke nemire u Perziji koristi Egipat koji se pod vodstvom Amirteja osamostaljuje.
Kažnjavanje satrapija i gradova Male Azije, koji su stali na stranu Kira Mlađeg, Artakserkso II. povjerava perzijskom vojskovođi Tisafernu. Ovaj potez okrenuo je neke jonske gradove da potraže pomoć kod Sparte, pa spartanski kralj Agesilaj II. kreće s vojnim ekspedicijama u Maloj Aziji, ali bez većih uspjeha. Kako bi spriječio daljnje grčke operacije u Maloj Aziji, Artakserkso II. počinje pomagati Atenu u Korintskom ratu čime slabi utjecaj Sparte. Nakon deset godina ratovanja, 386. pr. Kr. Perzija je Grcima diktirala „Kraljevski mir“ na koji su pristali svi, od nedavnih neprijatelja Spartanaca do nedavnih saveznika Atenjana. Tim mirom Perzija je osigurala mir i stabilnost u svojim pokrajinama uz obalu Male Azije, dok je Sparti poklonila dominaciju grčkim kopnom. Iako je bio uspješan protiv Grka, Artakserkso II. imao je problema protiv Egipćana, koji su se uspješno pobunili neposredno nakon njegova stupanja na perzijski tron. Godine 383. pr. Kr. u Egipat šalje vojsku pod zapovjedništvom Farnabaza II. i Titrausta, no egipatski kralj Hakor odbacuje napadače. Ipak, unatoč tome što nije ponovo uspio pokoriti Egipat, uspješno je obranio Feniciju od egipatsko-spartanske invazije. Između 366. i 358. pr. Kr. izbija ustanak u Kapadociji, no brzo je ugušen pa nije bilo značajnih političkih posljedica.
Tokom kraljevanja Artakserksa II. počinje obožavanje zoroastrijskih božanstava Anahite i Mitre, što se kod ranijih perzijskih kraljeva ne spominje, već isključivo Ahura Mazda. Povjesničari dvoje je li ta religijska praksa uvedena u doba Kserksa, ili je pak postojala i ranije.

#### Artakserkso III. i IV.
Prije stupanja na prijestolje Artakserkso III. imao je funkciju satrapa i generala u vojsci svog oca. Njegov brat Darije, najstariji sin Artakserksa II., upustio se u zavjeru s namjerom da ubije oca, no njegov plan je otkriven kralju pa je pogubljen. Smrt princa Darija za prijestolonasljednika je postavila sljedećeg najstarijeg sina Arijaspa, koji je navodno počinio samoubojstvo nakon što su ga Artakserkso III. (treći kraljev sin) i zapovjednik kraljevske garde Tiribaz uvjerili kako ga kralj Artakserkso II. sumnjiči za zavjeru. Njegovom smrću prijestolonasljednikom postaje četvrti sin Arsam, koji je također ubijen. Shrvan gubicima svojih sinova, Artakserkso II. umire u dubokoj starosti 358. pr. Kr. a nasljeđuje ga Artakserkso III. Prema nekim izvorima, odmah nakon stupanja na vlast dao je pogubiti gotovo sve potomke svoga oca koji su mogli ugroziti njegovo pravo na tron Perzije. Priče o dolasku Artakserksa III. na perzijski tron temelje se isključivo na Plutarhovim djelima, pa ih mnogi povjesničari ne smatraju vjerodostojnima.
Nakon što je došao na prijestolje, Artakserkso III. se odmah suočio s političkim nemirima diljem Perzijskog Carstva. Oko 351. pr. Kr. pokreće vojnu operaciju obnavljanja kontrole nad Egiptom koji se pobunio i osamostalio u doba vladavine njegova oca Artakserksa II. Istovremeno izbija pobuna i u Maloj Aziji koja je uz potporu Tebe prijetila ozbiljnom eskalacijom. Artakserkso III. vodi veliku vojsku u Egipat protiv faraona Nektaneba II., no Perzijanci doživljavaju poraz i povlače se natrag u Aziju.
Nedugo poslije perzijskog poraza u Egiptu, uvjereni u slabost Perzijskog Carstva vladari Fenicije, Male Azije i Cipra proglašavaju nezavisnost. Godine 343. pr. Kr. Artakserkso III. ovlašćuje princa Hidrija od Karije da uguši pobunu na Cipru, koji upošljava 8.000 grčkih plaćenika i 40 trirema kojima zapovijeda Atenjanin Focion. Ciparska pobuna brzo je ugušena. 
Istovremeno, Artakserkso III. imenuje sirijskog satrapa Belesija te cilicijskog satrapa Mezeja zapovjednicima ekspedicije protiv feničkog grada Sidona. Obojica satrapa doživjeli su velike poraze protiv sidonskog kralja Teneja kojem su pomoć od 40.000 grčkih plaćenika poslali egipatski faraon Nektanebo II. i Mentor s Rodosa. Perzijanci su bili prisiljeni povući se iz Fenicije. Nakon satrapskog neuspjeha, Artakserkso III. se osobno odlučio obračunati protiv Sidona. Navodno je okupio veliku vojsku od 300.000 pješaka, 30.000 konjanika, 300 trirema, te 500 transportnih i pomoćnih brodova. Dolazak goleme perzijske vojske pred Sidon slomio je moral njegovih stanovnika, a sidonski kralj Tenej bezuspješno je pokušao pridobiti milost perzijskog vladara; grad je ubrzo pokoren a Tenej je osuđen za izdaju i pogubljen.
Neposredno nakon pokoravanja Sidona, uslijedila je nova vojna ekspedicija protiv Egipta. Egipatski faraon Nektanebo II. svoju je vojsku stacionirao na rijeci Nil, pokušavajući iskoristiti brojne riječne kanale i močvare te potporu mornarice protiv nadmoćnijeg neprijatelja. Jedna od egipatskih strategija bila je i zadržavanje Perzijanaca u cilju iscrpljivanja njihovih zaliha čime bi bili prisiljeni na povlačenje iz Egipta. Ipak, egipatska vojska doživjela je težak poraz protiv Perzijanaca, a (bivši) faraon Nektanebo II. bježi u Memfis („Grad kraljeva“), ostavljajući za sobom brojne utvrđene gradove na milost vojnim jedinicama koje su ih čuvali. Kada je konačno pao i Memfis, Nektanebo II. je pobjegao još južnije, u Etiopiju. Nakon tog čina Artakserkso III. postao je faraonom Egipta, odnosno osnivačem nove XXXI. dinastije. Prilikom povratka u Perziju bogato je nagradio svoje plaćenike, te se vratio u Perzepolis kao slavodobitnik koji je nakon Kambiza II. ponovno uspio pokoriti veliki i bogati Egipat.
Nakon uspjeha u Egiptu, Artakserkso III. se vratio u Perziju i proveo idućih nekoliko godina suzbijajući razne manje pobune i nemire diljem carstva, no do njegove smrti nitko više nije ugrožavao Perzijsko Carstvo ni izvana ni iznutra, niti njegovu poziciju na perzijskom tronu. Egipat je ostao dijelom Perzijskog Carstva sve do dolaska Aleksandra Makedonskog. Mentor i Bagoas, dvojica perzijskih generala koji su među najzaslužnijima za pobjedu u Egiptu, unaprijeđena su sa svojih pozicija. Bagoas se vratio u glavni grad Perzepolis zajedno s Artakserksom, te je postao glavnim diplomatom u međunarodnoj administraciji Perzijskog Carstva. Posljednjih šest godina vladavine Artakserksa III. pamti se kao jedna od najbolje organiziranijih i učinkovitijih perzijskih vlasti u povijesti ahemenidske dinastije. Artakserkso III. umire 338. pr. Kr., sahranjen je u Perzepolisu. Grčki povjesničar Diodora sa Sicilije tvrdi kako je perzijski general Bagoas otrovao Artakserksa III., no zapisi na klinastom pismu (danas u Britanskom muzeju) govore kako je kralj umro prirodnom smrću.
Artakserksa III. je na perzijskom tronu naslijedio njegov sin Artakserkso IV., kojeg je prema grčkim izvorima također otrovao general Bagoas, kao i većinu perzijskih prinčeva. Navodno je postavljanje Darija III. (nećak Artakserksa IV.) na mjesto perzijskog kralja inicirao sam Bagoas.

### Pad carstva
Prije dolaska na vlast, Darije III. obnašao je funkciju satrapa Armenije i za razliku od njegovih prethodnika iz ahemenidske dinastije, on nije imao nikakva iskustva o vladanju carstvom, niti je prethodno iskazivao ambicije da njime vlada. Nedostatak tih kvaliteta u doba velike krize pokazali su se presudnim za sudbinu prvog Perzijskog Carstva. Ipak, Darije III. je osobno prisilio Bagoasa da ispije otrov čime su okončane njegove manipulacije perzijskim tronom, a iskazao i u doba vladavine Artakserksa III. kada je kao kraljevski glasnik diplomacijom pomirio dva zaraćena kralja nomadskih plemena Kadusijana na sjeveroistoku carstva.
Godine 336. pr. Kr. Filip II. Makedonski prihvaćen je za hegemona Korintske lige i planira invaziju na maloazijske grčke gradove pod perzijskom kontrolom. U proljeće šalje svoje generale Parmeniona i Atala u „oslobađanje“ istih gradova, no za vrijeme njihovih vojnih prodora Filip II. Makedonski je u ljeto iste godine ubijen. Godine 334. pr. Kr. sin Filipa II., Aleksandar Makedonski, postaje hegemonom Korintske lige te vodi kombiniranu makedonsku vojsku u invaziju perzijske Male Azije.
Ubrzo poslije Aleksandrovog prodora u Aziju, makedonska vojska pobjeđuje maloazijske Perzijance u bitci kod Granika. Darije III. nije sudjelovao u toj bitci, koju je smatrao običnom provincijskom pobunom koje su bile česte u to vrijeme, niti je slutio kako Aleksandar Makedonski ima u planu prodor do srca Perzije. Očekivao je kako će se perzijski satrapi obračunati s Aleksandrom, pa je mirno ostao u svojoj prijestolnici Perzepolisu. Tek godinu i pol dana poslije bitke kod Granika, 333. pr. Kr. Darije III. odlučio je okupiti vojsku i osobno se obračunati s makedonskim osvajačem. U bitci kod Isa 52.000 Perzijanaca uključujući grčke plaćenike sukobilo se protiv 47.000 makedonskih i korintskih vojnika, u kojoj je Aleksandrova vojska preko boka zaobišla i porazila perzijsku vojsku. Okolnosti su bile na strani Darija III. 331. pr. Kr. kada je uoči bitke kod Gaugamele okupio popriličan broj trupa i dobro ih organizirao, te je dobio vojnu potporu većine perzijskih satrapa. Unatoč svim tim povoljnim faktorima, Darije III. ponovno je izgubio bitku protiv Aleksandra, te je opet morao bježati da bi se spasio od makedonskih progonitelja. Pobjegao je u grad Ekbatanu gdje je pokušavao okupiti novu vojsku za borbu protiv Aleksandra, dok je Aleksandar Makedonski istovremeno zaposjeo Babilon, Suzu i perzijsku prijestolnicu Perzepolis. Nakon što je porazio Ariobarzana u bitci kod Perzijskih vrata Aleksadar je praktički mogao proglasiti pobjedu, no nastavio je goniti Darija III. koji je bježao prema istoku. Za vrijeme bijega, baktrijski satrap Bes koji se kod Gaugamele borio skupa s Darijem III. i koji se predstavljao kao njegov privrženi saveznik, izdao ga je zbog osobnih interesa.
Godine 330. pr. Kr. satrap Bes ubio je Darija III. i ostavio njegovo tijelo u kolima koje su pronašli makedonski vojnici. Taj događaj razočarao je Aleksandra koji je želio uhvatiti živog Darija III. Kada je Aleksandar ugledao mrtvo Darijevo tijelo, uzeo je njegov kraljevski prsten a njegovo tijelo poslao je u Perzepolis gdje su ga pokopali u kraljevskim grobnicama sa svim počastima. Ubrzo nakon pokopa Darija III., Aleksandar se 334. pr. Kr. oženio njegovom kćeri Stateirom II. čime je učvrstio svoj legitimitet nasljednika perzijskog kralja.
Nakon smrti Darija III., satrap Bes pokušao se predstaviti kao njegov nasljednik pa se imenovao kao Artakserkso V., predstavljajući se istočnim ostacima Perzijskog Carstva kao veliki kralj Perzije. Ipak, uskoro su ga uhvatili makedonski vojnici, a Aleksandar Makedonski dao ga je mučiti i pogubiti jer ga je smatrao izdajnikom perzijske kraljevske kuće.
Nastavak loze Ahemenida nastavio je sam Aleksandar koji se oženio Darijevom kćeri Stateirom II. Prema jednoj teoriji, i sam Aleksandar pripadao je ahemenidskoj lozi jer se tvrdi kako je bio sin perzijskog cara Artakserksa III. i makedonske princeze koju je Filip II. Makedonski poslao u znak političke pomirbe. U svakom slučaju, Aleksandar Makedonski umire u Babilonu 323. pr. Kr. a iste godine u borbama za vlast ubijeni su sve njegove žene i djeca pa se time definitivno gasi ahemenidska dinastija.
Perzijom će idućih stotinu godina vladati helenistička dinastija Seleukida, koju će potisnuti iranski narod Parti i osnovati treću iransku kraljevsku dinastiju Arsakida, dok će njih pokoriti perzijska dinastija Sasanida i osnovati četvrto iransko, odnosno drugo Perzijsko Carstvo.

## Politika i administracija
Ahemenidsko Perzijsko Carstvo bilo je multinacionalna država u kojoj su Perzijanci dominirali na većini vojnih i civilnih funkcija. Državna uprava podijeljena je na provincije koje su nazivane „zemljama“ prema Perzijancima, odnosno „satrapijama“ prema Grcima. Zahvaljujući takvom državnom uređenju Ahemenidsko Carstvo često se naziva prvom federacijom u povijesti. Perzijske pokrajine bile su različitih i nedefiniranih veličina, a njima je vladao lokalni vladar (satrap) koji je imao moć donositi zakone, no isključivo na nivou lokalne vlasti.
Zbog indoiranskog nasljeđa, carstvo je bilo feudalno društvo koje se temeljilo na osobnoj odanosti između velikog kralja i svih njegovih subjekata. Najveće ovlasti poslije kraljevske kuće imali su perzijski plemići, koji su bili zaduženi za formiranje sudova. Kraljevski dvor nazivao ih je „podanicima“ odnosno „sljedbenicima“. Njihova lojalnost bila bi velikodušno nagrađena od kralja, dok bi se nepouzdanost ili izdaja strogo kažnjavala. Društvo u cjelini bilo je podložno velikom kralju, koji se pak predstavljao podređenim Ahura Mazdi (zoroastrijski „Bog dobra“). Postojanje specifičnih institucionalnih klasa odnosno kasta u Ahemenidskom Carstvu ne može biti dokazano. Ipak, prema Darijevim natpisima u Behistunu da se zaključiti kako su perzijski veliki kraljevi glorificirali svoje arijsko (iransko) podrijetlo, te uključuju fraze u kojima se Ahura Mazda naziva „Bogom Arijaca“.
Za razliku od drugih istočnjačkih naroda tog doba (npr. Hetiti, Asirci, Židovi) kod kojih samilost i tolerancija nisu bile religijski poželjne osobine ili su se dovodile u vezu sa slabošću, ahemenidski kraljevi bili su vrlo liberalni i tolerantni prema osvojenim narodima, budući kako su takve postupke smatrali vrlinama kojima se treba ponositi. Također, odobravali su znatnu autonomiju pokorenim narodima. Ujedinjenje istih svodilo se isključivo na upravnu razinu, bez ikakvih namjera uspostave kulturnog jedinstva. Svaki narod imao je priliku zadržati svoje običaje, političku organizaciju, jezik i religiju, sve dok je i dalje bio pod perzijskom upravom. Zajednički rad mnogih naroda prilikom gradnje monumentalnih zdanja u Suzi i Perzepolisu igrao je veliku ulogu za međusobnu toleranciju i asimilaciju raznih naroda.

### Opseg carstva
Računanje površine Ahemenidskog Carstva je kontroverzno i ne može se precizno utvrditi zbog više razloga; proturječnih informacija o prodorima perzijskih osvajanja, nepoznavanja jesu li određeni teritoriji bili naseljeni ili ne, nemogućnošću identifikacije određenih zemalja koji se spominju u perzijskim zapisima, čestim pobunama odnosno povremenim gubicima teritorija, itd. Najteže je utvrditi granice u sjeveroistočnoj Africi jer se pouzdano ne zna dokle je došla vojska Kambiza II. pri pohodima južno i zapadno od Egipta. Također, Herodot tvrdi kako je Darijeva vojska došla do rijeke Volge prilikom ekspedicija u Europi što nije pouzdano, a kompleksnost mjerenja otežava i konstantno mijenjanje granica u prostranoj Središnjoj Aziji gdje su vođeni veliki ratovi protiv skitskih plemena.
Prema odokativnom određivanju najširih ahemenidskih granica preslikanom preko čak 38 modernih država s tri kontinenta, površina Ahemenidskog Carstva oko 490. pr. Kr. u doba vladavine Darija Velikog iznosila je oko 10,7 milijuna km², što ga čini daleko najvećim carstvom u povijesti starog vijeka; većim i od Trajanovog Rimskog Carstva, Aleksandrovog Makedonskog Carstva ili kineskog Han Carstva. Prema modernim procjenama, Ahemenidsko Carstvo je u to doba obuhvaćalo oko nešto manje od polovice svjetske populacije, što predstavlja najveći postotak ikad u povijesti.
| Moderna država    | Postotak | Ukupna površina (km²) | Dio nekadašnjeg carstva (km²) |
| ----------------- | -------- | --------------------- | ----------------------------- |
| Iran              | 100%     | 1.648.000             | 1.648.000                     |
| Makedonija        | 75%      | 25.333                | 19.000                        |
| Grčka             | 40%      | 131.940               | 52.776                        |
| Bugarska          | 80%      | 110.910               | 88.728                        |
| Rumunjska         | 15%      | 237.500               | 35.625                        |
| Turska            | 100%     | 780.580               | 780.580                       |
| Cipar             | 100%     | 9.250                 | 9.250                         |
| Libija            | 20%      | 1.759.540             | 351.908                       |
| Egipat            | 90%      | 1.001.450             | 901.305                       |
| Sudan             | 30%      | 2.505.810             | 751.743                       |
| Eritreja          | 100%     | 121.320               | 121.320                       |
| Džibuti           | 100%     | 23.000                | 23.000                        |
| Etiopija          | 25%      | 1.127.127             | 281.781                       |
| Libanon           | 100%     | 10.400                | 10.400                        |
| Izrael            | 100%     | 20.770                | 20.770                        |
| Palestina         | 100%     | 6.220                 | 6.220                         |
| Sirija            | 100%     | 185.180               | 185.180                       |
| Jordan            | 100%     | 92.300                | 92.300                        |
| Saudijska Arabija | 20%      | 2.149.690             | 429.938                       |
| Bahrein           | 100%     | 665                   | 665                           |
| UAE               | 80%      | 83.600                | 66.880                        |
| Katar             | 100%     | 11.437                | 11.437                        |
| Oman              | 35%      | 309.500               | 108.325                       |
| Kuvajt            | 100%     | 17.820                | 17.820                        |
| Irak              | 100%     | 437.072               | 437.072                       |
| Azerbajdžan       | 100%     | 86.600                | 86.600                        |
| Armenija          | 100%     | 29.800                | 29.800                        |
| Gruzija           | 100%     | 69.700                | 69.700                        |
| Rusija            | 3%       | 17.075.200            | 512.256                       |
| Turkmenistan      | 95%      | 488.100               | 463.695                       |
| Uzbekistan        | 75%      | 447.400               | 335.550                       |
| Kazahstan         | 30%      | 2.717.300             | 815.190                       |
| Kirgistan         | 85%      | 198.500               | 168.725                       |
| Tadžikistan       | 100%     | 143.100               | 143.100                       |
| Afganistan        | 100%     | 647.500               | 647.500                       |
| Pakistan          | 95%      | 803.940               | 763.743                       |
| Indija            | 4%       | 3.287.590             | 131.504                       |
| Kina              | 1%       | 9.595.960             | 95.959                        |
| Sveukupno         |          |                       | 10.715.346 km²                |

### Vlada i administrativni centri
Administrativno središte Ahemenidskog Perzijskog Carstva bila je kraljevska palača, gdje je uprava organizirana po uzoru na Babiloniju. Upravni organi poput sudstva bili su strogo organizirani, pogotovo nakon Kirovih i Darijevih reformi. Kao diplomatski jezik korišten je carski aramejski, koji širu upotrebu doživljava tokom vladavine Darija Velikog. U vrijeme Kira Velikog, glavni grad carstva u početku je bila Ekbatana, no centar moći ubrzo se seli u novonastali grad Pasargad kojeg je dao izgraditi sam Kir. Dolaskom Darija I. na vlast, administrativni glavni grad postaje Suza, a zatim Perzepolis. Grčki autori tvrde kako su Perzijanci mijenjali funkciju glavnog grada prema godišnjim dobima; Suza je navodno bila glavni grad zimi, Ekbatana ljeti, Perzepolis na jesen, a ostatak godine Babilon. Prema nekim teorijama, Pasargad i Perzepolis nisu bili glavni već ceremonijalni gradovi.

### Satrapije
Organizacija carstva u satrapije je prisutna od doba vladavine Kira Velikog, koji je dozvoljavao da lokalni vladari zadrže vlast nad njihovim područjima. Ovu ideološku strategiju očuvanja lokalnih vlasti kasnije je provodio i Kirov sin Kambiz II., odnosno njihovi nasljednici. Tolerancija postojećih lokalnih religija i uprava kod pokorenih naroda stvarala je velike simpatije prema Perzijancima, odnosno lokalni vladari postajali su im politički vrlo privrženi.
Satrapi su imali status „zaštitnika kraljevstva“, a imenovao ih je perzijski veliki kralj na neodređeno vrijeme. Kao što titula implicira, lokalni vladari praktički su bili „čuvari reda i mira“, a ne podređeni kraljevi. Ipak, bili su direktno odgovorni za provođenje globalne perzijske politike, prikupljanje poreza, provođenje zakona i stabilnost lokalnog gospodarstva. Također, imali su ovlasti pregovarati sa susjednim državama i zaratiti se. Satrapi su uglavnom birani iz plemićkih obitelji Perzijanaca i Medijaca koji su ipak imali povlašteni politički položaj u odnosu na ostale narode carstva, a nerijetko su birani i sami perzijski prinčevi. Primjerice, Histasp (otac Darija Velikog) je bio namjesnik u Partiji, dok je Kserksov brat Masist bio namjesnikom Baktrije.
Rad satrapa veliki kralj nadgledao je pomoću specijalno uvježbanih nadzornika zvanih „Kraljeve oči i uši“, koji su preteča modernih obavještajnih agencija. Ti inspektori tajno su putovali diljem carstva, a od velikog kralja mogli su zatražiti i vojnu pomoć u slučaju opasnosti. Vršili su nenajavljene provjere u svim satrapijama, i svake nepravilnosti prijavljivali bi kraljevskom dvoru, odnosno izravno perzijskom kralju. Satrapi su tijekom različitih perioda ahemenidske povijesti imali drugačije političke ovlasti, koje su kulminirale početkom i sredinom 4. stoljeća pr. Kr. kada su pojedini satrapi ostvarili toliku moć da su mogli direktno uzurpirati i sam perzijski tron.

### Darijeve reforme
Veliki reformist i organizator Darije Veliki reformirao je perzijski administrativni i pravni sustav. Njegova revizija odnosila se na zakone svjedočenja, depozita, podmićivanja i nasilja. Mnogi narodi iz Darijevog vremena počeli su koristiti perzijsku riječ dāta („zakon“; „kraljev zakon“) za dokumente, što se zadržalo do današnjeg dana.
Preko njegovih reformi i organizacije Perzijsko Carstvo postaje restaurirano nasljeđe carstva Kira Velikog. Njegova organizacija carstva u 20 pokrajina (satrapija) kojima su upravljali lokalni vladari, koji su imali pravo na specifične zakone, propise, tradicije i elitu. Visok stupanj lokalne političke autonomije nije uključivao i ovlast nad vojskom. Porezni sustav omogućavao je ogromne prihode u zlatu i srebru.
Svaka provincija je također imala nezavisnog financijskoga kontrolora, nezavisnog vojnog koordinatora, te satrapa koji je kontrolirao administraciju i zakon. Sva trojica su direktno odgovarali velikom kralju, a broj satrapija je povećan kako bi se olakšala administracija, ali i umanjila njihova politička moć. Ovaj sustav organizacije i podjela vlasti bio je razlog stabilnosti i cjelovitosti zemlje, jer su šanse za pobunu ili separaciju smanjene na minimum. Darije je također povećao i broj članova državne uprave koja se sastojala od pisara, koji su promicali zakone i odredbe diljem carstva.
Prema zapisima u Behistunu, Darije spominje ukupno 23 satrapije. To su: Perzija, Elam, Babilonija, Asirija, Arabija, Egipat, Morski narodi, Lidija, Jonija, Medija, Armenija, Kapadocija, Partija, Drangijana, Arija, Horazmija, Baktrija, Sogdijana, Gandara, Skitija, Satagidija, Arahozija i Maka. Pokoreni narodi prikazani su i na istočnom monumentalnom stubištu Perzepolisa, gdje su narodi svih satrapija u vrijeme iranske nove godine (Novruz) donosili poklone perzijskom kralju.
Među ostalim, Darije je poznat i kao sjajan ekonomist. Reformirao je ekonomski sustav i uveo zlatni novac „darik“ kao fiksno platežno sredstvo. Razvijao je trgovinu unutar carstva i s udaljenim zemljama. Na primjer, slao je ekspedicije na čelu s karijskim kapetanom Skilaksom koje su istraživale cijelu obalu Indijskog oceana od Indije do Afrike. Tijekom njegove vladavine populacija je narasla, a u gradovima cvatu obrt i industrija.
Fizikalne veličine poput mase i dužine su standardizirane tzv. „kraljevskom mjerom“, iako su Egipćani i Babilonci nastavili koristiti se vlastitim mjernim jedinicama. Takvi propisi pojednostavnili su međunarodnu trgovinu što je imalo velik utjecaj na rast perzijskog gospodarstva, kao i razvoj komunikacija i administrativne mreže.

### Zakoni i pravosuđe
Kir II. i Darije I. najpoznatiji su zakonodavci među ahemenidskim velikim kraljevima. Ti zakoni posebno se odnose na građansko pravo, koji su kasnije snažno utjecali na zakonodavstva drugih carstava na Bliskom istoku. Nažalost, osim Kirovog cilindra nije sačuvano više zakonodavnih dokumenata. Kirov cilindar smatra se prvim tekstom u povijesti koji spominje ljudska prava, te opisuje altruističku viziju društva tog doba:
- Tekst priznaje suverenitet pokorenim narodima, te predlaže mirno rješavanje svakog sukoba.
- Zabranjuju se ropstvo i prisilni rad, a navode se pravo na plaću, rad i imovinu.
- Jamči se sloboda vjere i pravo na konvertiranje, sloboda kretanja, te poštovanje tradicije i običaja.
- Uvodi se načelo individualne odgovornosti za kaznena djela.
- Spominje se poštovanje propisanih prava, borba protiv ugnjetavanja, te pravo na život.

Iako su svi ahemenidski vladari bili zakonodavci, Darije Veliki se posebno ističe zbog opsežnih reformi pravnog sustava. Reorganiziranje Perzijskog Carstva podrazumijevalo je velike prilagodbe zakonodavstva diljem zemlje, a predstavljale su bitne komponente javnog reda. Svi perzijski natpisi iz tog doba ističu Darija kao zakonodavca, te navode njegovu privrženost „božjem zakonu“ odnosno svjetonazorima koje je predstavljala zoroastrijska religija. Kraljevsko zakonodavstvo pridodavalo je istovremeno značaj lokalnim zakonima i običajima, o čemu svjedoče zapisi u egipatskim hramovima izgrađenima u Memfisu, Edfuu i Velikoj Oazi. U egipatskoj tradiciji Darije smatra se jednim od najvećih dobrotvora i zakonodavaca u egipatskoj povijesti. U Bibliji se spominje kako je Darije Židovima dozvolio obnovu Salomonovog hrama, zbog čega je osigurao počasno mjestu u judaizmu, kao i Kir Veliki koji je oslobodio Židove iz babilonskog sužanjstva. Sličan odnos Darije je imao i prema Grcima kojima je financirao gradnju velikih hramova, ukidao ropstvo u grčkim gradovima, te Apolonova sveta područja oslobađao od poreza. To je stvorilo velike simpatije jonskih i makedonskih Grka prema Dariju pa su stali na perzijsku stranu tijekom Grčko-perzijskih ratova.
Perzijski veliki kralj bio je odgovoran i za sudstvo, te je osobno imenovao suce koji su nazivani „kraljevskim sucima“, zbog čega je načelo apsolutne vlasti kralja neosporivo. Uloga sudaca bila je vođenje pravne administracije te provođenje postavljenih zakona. Herodot u svojim djelima opisuje osnovna načela perzijskih sudova koja se moraju slijediti u svim okolnostima: pažljivi pregled činjenica, provjera kriminalne prošlosti pojedinca, itd. Ove stavke temelje se na zoroastrijskim svjetonazorima. Perzijski vladari pridodavali su veliku važnost pravdi; grčki povjesničari pisali su kako su korumpirani suci kažnjavani smrću. Kazne za kriminalce bile su vrlo stroge, kao i u ostalim zemljama regije u tog vremena.

## Ekonomija

### Monetarni sustav
Darije I. je najvjerojatnije bio prvi ahemenidski veliki kralj koji je dao kovati vlastitu valutu, perzijski zlatni darik. Na tom novcu perzijski kralj prikazan je u ratničkom držanju što predstavlja i ideološku i ekonomsku simboliku. Osim zlatnog darika, kovan je i srebrni novac poznat kao siglos. Budući kako je Darije usvojio standardizirane mjerne jedinice za težinu u cijelom carstvu što je osiguravalo pravičnost prilikom ispate poreza, masa darika bila je određena strogim propisima. Ovo je predstavljalo revolucionarnu metodu monetarnog sustava koja je uvelike pojednostavnila trgovinu i bankarstvo.
Darik je bio vrlo velike kvalitete, s čistoćom od 95.83%, dok mu je masa bila 8.385 grama. Stari Grci smatrali su kako je kovanica naziv „darik“ (grč. dareikós statḗr) izvedenica od imena perzijskog kralja Darija Velikog, no vjerojatnije se radi o izvedenice perzijske riječi „zarig“ što znači zlato. Kovanje zlatnog novca bilo je isključivo pravo perzijskog kralja. Istovremeno, u carstvu se koristio i srebrni šekel ili (grč.) siglos čije korištenje datira još iz Mezopotamije oko 3000. pr. Kr. Siglos je bio oko 90% čistoće, težine oko 5,56 grama, a dvadeset kovanica siglosa imalo je vrijednost jednog darika. Kovanice od srebra i bakra povremeno su kovali i satrapi diljem carstva.
Prijelaz da novčani sustav darika spominje se na glinenim zapisima pronađenim u Perzepolisu. Tijekom prvih godina vladavine Darija Velikog plaćalo se uglavnom u naturi, tako da je sustav punu primjenu doživio tek u vrijeme vladanja Darijevog sina i nasljednika, Kserksa I. Velikog. U međuvremenu, trgovina s drugim zemljama bila je većinom zasnovana na razmjenama u naturi, no perzijska valuta igrala je veliku važnost prilikom trgovine s grčkim provincijama. Reforma monetarnog sustava bila je samo djelomična, budući kako su perzijski kraljevi gomilali zlato u svojim riznicama pa većina plemenitih metala nikada nije pretvarana u kovanice.

### Porezni sustav
U vrijeme vladavine Kira Velikog i Kambiza II., perzijski kraljevi su kao porez primali razne darove od pokorenih naroda. Od vladavine Darija Velikog sve porezne oblasti (koji gotovo odgovaraju satrapijama) morali su plaćati fiksni porez, koji je bio definiran količinama zlata i srebra određenim u skladu s prirodnim resursima satrapije. Neki porezni okruzi siromašni plemenitim metalima porez su plaćali specijalnim resursima; konjima, drvom, žitaricama, itd. Ovaj oblik fiksnog poreza nametnut je svim pokorenim zemljama, osim regije Fars (Perzija) u kojoj su živjeli Perzijanci. Prikupljena sredstva korištena su za financiranje troškova države i kraljevskog dvora; plaćanje službenika, javnih radova, gradnju prometnica, kanala, palača, itd.
Porezi su činili najveći izvor prihoda za Perzijsko Carstvo, a prikupljeno zlato i srebro čuvalo se u kraljevskim riznicama u Perzepolisu, Suzi i Ekbatani. Prilikom arheoloških istraživanja u Perzepolisu otkriveno je na tisuće glinenih zapisa na klinastom pismu koje detaljno spominju aktivnosti poreznih službenika. Spominje se i druga vrsta prihoda, poput cestovnih ili gradskih tarifa koje su naplaćivane na cestama ili ulazima u grad. Rad poreznih službenika u satrapijama provjeravali su tajni inspektori koji se nazivaju „kraljevim očima i ušima“, i koji su slali izvješća o lokalnim poslovima.
Detaljna statistika o porezima zapisana je u Herodotovim djelima, koji s velikom preciznošću opisuje fiksne poreze nametnute pojedinim satrapijama. Herodotov popis sastoji se od 20 oblasti Perzijskog Carstva, a navodi poreze iz doba Darija I. Velikog (549. – 486. pr. Kr.), čija je vladavina završila svega dvije godine prije rođenja Herodota. Unatoč tradicionalno upitnoj vjerodostojnosti statistika grčkog povjesničara, njegovi podaci su bez obzira vjerodostojan pokazatelj ekonomske moći pojedinih pokrajina Perzijskog Carstva. Količina poreza izražena je u talentima, drevnoj mjeri za masu - jedinica od 1 talenta odgovara masi vode u potpuno ispunjenoj amfori. Grčki ili atički talent iznosi 26 kg, egipatski 27 kg, a babilonski 30,3 kg. Preračunato u moderni novac, grčki talent srebra imao je vrijednost od 20.000 USD prema tečaju iz 2004. godine. Također, vrijednost drevnog talenta srebra procjenjuje se i kao ekvivalent devetogodišnjem stručnom radu jednog čovjeka. Detaljni popis satrapija i odgovarajućih poreza:
| Oblast | Satrapije ili narodi | Godišnji porez |
| ------ | --- | --- |
| I.     | Jonjani, azijski Magnezijci, Eoljani, Karijci, Licijci, Pamfilijci                                                                                                   | 400 talenata srebra |
| II.    | Lidijci, Mizijci, Lasonijanci, Kabalijanci, Hitenijanci | 500 talenata |
| III.   | Plemena južno od Helesponta, Frigijci, azijski Tračani, Paflagonijci, Marijandinijci, Sirijci                                                                        | 360 talenata |
| IV.    | Cilicijanci | 360 bijelih konja (jednog za svaki dan u godini) i 500 talenata srebra; 140 za održavanje lokalne konjice, ostatak od 360 za kraljevski dvor |
| V.     | Područje od grada Posidiuma (na cilicijsko-sirijskoj granici), preko dijelova Sirije, Samarije, Cipra i Palestine, do egipatske granice (izuzevši arapski teritorij) | 350 talenata |
| VI.    | Egipćani i Libijci u gradovima Cireni i Barci | 700 talenata i 120.000 bušela žita (za perzijsku vojsku stacioniranu u Memfisu)                                                              |
| VII.   | Satagidijci, Gandaranci, Dadici, Apariti | 170 talenata |
| VIII.  | Suza s okolicom | 300 talenata |
| IX.    | Mezopotamija (Babilonija i Asirija) | 1000 talenata srebra i 500 dječaka eunuha |
| X.     | Ekbatana i ostatak Medije | 450 talenata |
| XI.    | Kaspijci, Pausicijci, Pantimati, Dariti | 200 talenata |
| XII.   | Baktrijci i okolni narodi | 360 talenata |
| XIII.  | Armenci, Pakti i ostali narodi do Crnog mora | 400 talenata |
| XIV.   | Sagartijanci, Drangijanci, Utijanci, Mici, te stanovnici otoka Perzijskog zaljeva                                                                                    | 600 talenata |
| XV.    | Saki i sjeverni Kaspijci | 250 talenata |
| XVI.   | Parti, Horazmijci, Sogdijanci i Arijci | 300 talenata |
| XVII.  | Paricanijanci i Etiopljani | 400 talenata |
| XVIII. | Matijanci, Saspiri, Alarodijanci | 200 talenata |
| XIX.   | Muški, Tibareni, Makronezi, Mosinojci, Marezi | 300 talenata |
| XX.    | Indijci (najmnogoljudniji drevni narod) | 360 talenata zlata (najveća suma) |
| (+)    | Arapi | 1000 talenata tamjana, opskrba perzijskih trupa vodom                                                                                        |

### Promet
Kako bi olakšao komunikaciju diljem golemog Perzijskog Carstva, Darije Veliki je dao izgraditi mrežu kvalitetnih cesta, od kojih je najpoznatija Kraljevska cesta. Ona se protezala od lidijskog grada Sarda na zapadu do perzijskih gradova Suze, Pasargada i Perzepolisa na istoku. Udaljenost među dvaju gradovima bila je 2.700 km, a glasnici na konjima prelazili su taj put za samo sedam dana. Usporedbe radi, za isto putovanje pješice bilo je potrebno 90 dana, odnosno tri mjeseca. Gradnja tako dugačke i sofisticirane ceste kroz maloazijske planine, asirske pustinje, babilonske močvare i neprohodna područja zapadnog Irana predstavljala je vrhunac antičkog graditeljskog umijeća. Zbog njene iznimne kvalitete, cesta je korištena i u rimsko doba za vrijeme Trajana i Hadrijana, gotovo 700 godina nakon Darijeve vladavine.
Darije je ostao upamćen i po Sueskom kanalu kojeg je dao izgraditi između Nila i Sueza, i kojim su perzijski brodovi prolazili iz Crvenog mora u Mediteran i obrnuto. Respektabilni uspjesi perzijskih inženjera ostvareni su i u doba njegovog sina Kserksa koji je prilikom ekspedicije protiv Grčke dao izgraditi dva pontonska mosta preko Dardanela da omogući lakši prijelaz svojoj vojsci na europsko tlo, a kroz poluotok Atos zbog čestih oluja koje su prijetile perzijskoj mornarici prokopan je dvokilometarski kanal.

### Poljoprivreda i navodnjavanje
Perzijsko doba Ahemenida donosi velike promjene u poljoprivredi, koja je činila važnu ulogu u gospodarstvu carstva. Poboljšano je navodnjavanje diljem carstva, posebno u područjima koja su imala ograničen pristup vodi; Egipat, Babilonija, Iran, te Središnja Azija. Navodnjavanje se vršilo pomoću složenih sustava kanata koje su razvili stari Perzijanci. Ovaj sustav posebice je unaprijedio područja modernog Irana i Afganistana gdje se taj sustav koristi i dan danas, kao i diljem svijeta. Perzijski kraljevi poticali su gradnju tih podzemnih kanala za navodnjavanje, a Perzijanci su ih onima koji su sudjelovali u gradnji davali u najam na period od pet generacija.
Kanat je sustav koji se sastoji od niza vertikalnih okna nalik bunarima koje pri dnu povezuje blago nagnuti kanal. Osnovne karakteristike sustava:
- Pomoću vertikala učinkovito se crpe velike količine svježe vode iz podzemlja na površinu, bez potrebe za pumpanjem. Protok vode vrši se gravitacijom a odredište je niže od izvora, koji je najčešće brdski vodonosnik.
- Omogućava protok vode na velikim udaljenostima gdje je klima suha i vruća, bez gubitaka velikog dijela zaliha vode koje nastaju zbog curenja i evaporacija.

Izvedba kanata uobičajena je za područja gdje su izvori vode neposredno podno planina, odnosno tamo gdje je izvor najbliži površini terena.
Glavni vlasnici plodnih polja i farmi bili su iranski plemići, hramovi, te ondašnja poduzeća. Razvoj poljoprivrede i navodnjavanja doveo je do razvoja slavnih perzijskih vrtova. Prema elamskom klinastom pismu pronađenom u Perzepolisu, Pasargad je na staroperzijskom jeziku nazivan Batrakataš ili Pâthragâda („Perzijski vrt“), dok današnje ime vuče korijene iz grčke izvedenice. Smatra se da grčka riječ za raj paradeisos potječe od imena grada Pasargada, koji je diljem starovjekovnog svijeta bio poznat po prelijepim vrtovima.

## Vojska
Perzijska vojska predstavljala je okosnicu carske moći, i nije imala pravog rivala u starovjekovnom svijetu sve do dolaska Aleksandra Makedonskog. Budući kako se Perzijsko Carstvo prostiralo na prostranim područjima udaljenim tisućama kilometara i različitih geografskih karakteristika, za njihovu kontrolu bila je potrebna zahtjevna ratna vještina.
U vrijeme Kira Velikog kada je Perzija još bila pod dominacijom moćne Medije, svi Perzijanci bili su dužni boriti se za perzijskog kralja. Osim velike strateške vojne važnosti, perzijska vojska igrala je i veliku političku ulogu osiguravanja političkog jedinstva među svim teritorijima koji su bili pod vlašću Ahemenida. Elitu perzijske vojske predstavljali su Perzijski besmrtnici koji su uvijek imali točno 10.000 vojnika, a u vrijeme mira služili su kao kraljevska garda. Članovima tih elitnih jedinica mogli su postati isključivo Perzijanci, Medijci i Elamiti. Budući da su trenirani od rođenja prema strogim vojničkim pravilima i da su sudjelovali diljem svijeta u brojnim bitkama, često ih se smatra najkvalitetnijim vojnicima starog vijeka. Glavni general perzijskih besmrtnika (perz. hazaparati) često je nazivan „drugim iza kralja“, zapovijedao je cijelom kraljevskom vojskom. Perzijska vojska bila je podijeljena na pješaštvo i konjicu, čiji su nadređeni bili uglavnom iz perzijskog plemstva.
Perzijska vojska najviše je poznata po izvrsnoj konjici zahvaljujući kojoj su s lakoćom kontrolirali svoje prostrano carstvo, te izvanrednim strijelcima. Također, iz kasnijeg ahemenidskog perioda osobito su poznata i perzijska bojna kola koja su na kotačima imali šiljke koji bi okretanjem prilikom kretanja kola doslovno raskomadali neprijateljske vojnike. Opsadne sprave koje je koristio Kir Veliki prilikom osvajanja Jonije nisu bile poznate Grcima zbog čega su ubrzo teško poraženi. Općenito, karakteristika perzijskih vojnih postrojbi (npr. sparabara) bila je fleksibilnost i brzina manevriranja, što uglavnom nije došlo do izražaja u borbama protiv Grka koji su tu perzijsku prednost neutralizirali korištenjem pogodnih terena i teškog oklopa.
Perzijska vojska imala je stalne garnizone diljem carstva, a vodili su ih perzijski časnici. Garnizoni su postavljani uglavnom na važnim strateškim točkama, glavnim cestama, ili pak na samim granicama carstva (kao što je otok Elefantina na Nilu). Vojnici mnogih naroda sudjelovali su u perzijskoj vojsci, što osim Perzijanaca, Medijaca i Elamita uključuje i Asirce, Feničane, Babilonce, Indijce, Grke, Egipćane, Židove, Arape, itd.
Satrapi su bili odgovorni za regrutaciju, održavanje i financiranje vojnih snaga u njihovim administrativnim jedinicama, ali nisu imali ovlasti upravljanja tom vojskom. Satrapijskim vojskama upravljali su posebni perzijski namjesnici koji su bili odani velikom kralju. U doba mira, kada nije bilo potrebe za regrutacijom, vojska je bila sastavljena uglavnom od profesionalnih perzijskih i medijskih vojnika.
U ratno doba, vojska se proširuje s profesionalne vojske pomoću regrutiranja vojnika iz različitih naroda carstva. Pokrajine carstva imale su vlastite vojne jedinice koje su bile čuvari reda i bile opremljene u skladu s lokalnom vojnom tradicijom. Prema Herodotovim djelima, perzijska vojska bila je heterogena i vrlo raznolika. Navodno je sadržavala 67 etničkih kontingenata i bila podijeljena u tri glavna roda; pješaštvo, konjicu i mornaricu, dok su pješaštvo i konjica sadržavali posebne kontingente strijelaca.
Raznolikost trupa vojske Perzijskog Carstva, njihovog oružja i opreme te borbenih tehnika implicira kako su perzijski generali morali svladati složeno strateško i taktičko umijeće za djelotvorno i koordinirano zapovijedanje takvom vojskom.
Povjesničar Briant pretpostavlja kako su Kserkso I. i neki drugi kasniji perzijski kraljevi imali samo ceremonijalnu ulogu u vojsci, odnosno ulogu prikazivanja cijelovitosti carstva, njihovog autoriteta, te zbog jačanja morala vojske. Rimski povjesničar Kvint Kurcije Ruf pretpostavlja kako su na raznolikosti vojske inzistirali sami perzijski kraljevi, koji su time željeli ukazati na raznolikost, ali jedinstvo carstva.

## Kultura

### Jezik
Budući kako su Perzijanci upravljali administracijom i vojskom carstva, perzijski jezik imao je status glavnog jezika, no kao administrativni jezik korišten je i aramejski, kojeg je uglavnom koristila diplomacija. Uporaba ostalih jezika je ograničena na opseg područja u kojem su živjeli njihovi izvorni govornici. Poznato je kako se elamski jezik koristio kao službeni na sudu u regiji Fars, o čemu svjedoče zapisi iz Perzepolisa koji datiraju između 509. i 458. pr. Kr. Ostali jezici su uglavnom imali lokalnu upotrebu; egipatski, grčki, lidijski i licijski.
Elamski i akadski jezik korišteni su u trojezičnim kraljevskim natpisima, zajedno s perzijskim koji se koristio uglavnom za reprezentativne svrhe, kao što je slučaj u Behistunu.

### Život u doba Ahemenida

#### Život na kraljevskom dvoru
Kraljevski perzijski dvor imao je neograničenu vlast u carstvu, a on uključuje samog kralja, njegovu obitelj, te perzijsko plemstvo. Na dvoru su donošene upravne i strateške odluke, koje su potom provodili njihovi podanici. Međutim, povijesnih dokumenta koji se odnose na perzijsko sudstvo ima vrlo malo i neravnomjerno su raspodijeljeni.
Ovisno o boravku u različitim kraljevskim rezidencijama (Perzepolis, Suza, Babilon, Ekbatana), zajedno s kraljem putovala bi i kraljevska obitelj te veći dio administracije. Tijekom putovanja kralj i plemstvo boravili bi u velikom i luksuznom šatoru, postavljenim na središtu privremenog boravka i označenim posebnim simbolima. Povjesničar Pierre Briant pretpostavlja kako su oni podsjećali na palače u Suzi i Perzepolisu. Život na kraljevskom dvoru reguliran je strogim normama ponašanja. Kralj je bio okružen raznim visokim službenicima, koji su uključivali upravitelje trezora i kartoteka, te diplomate zadužene za odnose s javnošću i stranim delegacijama. Narod je imao pravo zatražiti posjet kralju, no morali su posredovati preko čuvara koji bi preko kralja obavještavali posjetitetlja o eventualnom odobrenju i vremenu posjeta.
Herodot i Ksenofont opisuju kako je perzijski kralj obično birao jela osobno, zbog sigurnosnih razloga. Na banketima (svečanim gozbama) pažljivo je birao goste, također zbog istih razloga. Sudionici banketa bili bi strogo raspoređeni na posebna mjesta, zbog ceremonijalnih i sigurnosnih razloga. Grčki autori opisuju perzijske bankete kao vrlo luksuzne i svečane, budući kako su odražavali kraljevu moć i autoritet, ali i gostoljubivost. Prehranu za kralja i besmrtnike pripremali su odvojeni i elitni gastronomi, a za svaki slučaj trovanja hranom gastronomi bi podlijegali strogim propisanim kaznama. Voda je dopremana iz rijeke Šaour na kojoj leži grad Suza, a prije konzumiranja bila bi prokuhavana i posluživana u posudama od srebra. Perzijanci su veliku važnost pridodavali oblikovanju posuđa, koje je odražavalo moć i dobar ukus.
- Zlatna šalica
- Zlatne posude
- Zlatni riton (vrč) pronađen u Ekbatani, (Nacionalni muzej u Iranu)
- Zlatni vrč u animalističkom obliku, (Nacionalni muzej u Iranu)

Kraljevo posebno mjesto za vrijeme banketa nije bilo samo ceremonijalne svrhe, već i za očuvanje njihovog zdravlja. Važnu ulogu na kraljevskom dvoru igrali su i liječnici, koji su bili stalna kraljevska pratnja. Njihova uloga bila je i kontrola hrane, što znači kako se radilo od osobama od velikog povjerenja. Kraljevi liječnici nerijetko su bili i Grci i Egipćani.
Dvorane su služili i eunusi podijeljeni u dvije kategorije; one koji su služili kraljevsku obitelj, te ostale službenike. Budući kako je kraljevski dvor činila šira kraljevska obitelj zajedno s plemićima, pretpostavlja se kako je broj njihove posluge bio vrlo velik. Mnogi antički autori spominju kako su perzijski kraljevi prakticirali poligamiju i imali mnogo djece, te kako su imali vlastite hareme. Ipak, moderni povijesni dokazi govore kako prvotna pretpostavljena funkcija „harema“ u Perzepolisu nije točna, odnosno kako se zapravo radi o kraljičinim odajama. Žene s kraljevskog dvora, što uključuje kraljice i princeze, imale su veliku autonomiju i imale su pravo putovati, što spominju zapisi iz Perzepolisa. Žene u Perzijskom Carstvu imale su velika prava u odnosu na ostatak drevnog svijeta; u nekim pokrajinama carstva vladali su ženski satrapi, a tokom grčko-perzijskih ratova na strani perzijske vojske sudjelovala je i jedna admiralica (Artemizija I. iz Karije).
Kao što je to slučaj u asirskoj i babilonskoj tradiciji, lov je bio omiljena zabava perzijskim kraljevima. Na taj način održavali su tjelesnu formu u vrijeme mira, te su iskazivali svoju hrabrost i sposobnost. Prilikom lova bacanje prvog koplja bilo je isključivo pravo kralja. Lov je prakticiran i u posebnim vrtovima (perz. pairidaeza: „ograđeni prostor“), koji su služili i kao mjesto za opuštanje i uživanje jer su bili bogato ukrašeni, te za lov na raznu divljač. Načini lova razlikuju se ovisno o načinu i korištenju oružja: lovili su pješice, na konju ili u kolima, a koristili su mač, luk, koplje ili mreže. Pismo koje je Darije Veliki poslao jonskom satrapu Gadatu spominje transport plodova među Eufrata i azijske obale, što svjedoči o velikom interesu kralja za hortikulturu.

#### Život izvan kraljevskog dvora
Uzimajući u obzir kako postoji malo dokumetana iz ovog razdoblja svakodnevni život stanovnika Perzijskog Carstva i dalje je uglavnom nepoznat, za razliku od života na kraljevskom dvoru. Arheološka istraživanja pokazuju kako su perzijske kuće građene većinom od opeke koja je vezivana mortom od gline i slame. Za izolaciju donjih dijelova zidova korišten je bitumen. Kuće su građene oko unutarnjeg dvorišta s istaknutim trijemom, a najčešće su imale jednu ili dvije etaže. Budući kako su Perzijanci diljem svijeta poznati po izradi tekstila, pretpostavlja se kako su kuće bile ukrašene sagovima visoke kvalitete, te opremljene vrhunski oblikovanim namještajem.
Odijevanje je prilično poznato budući kako postoji mnogo umjetničkih ilustracija koje prikazuju ljude iz ahemenidskog doba. Perzijanci su nosili duge kapute (s ili bez rukava) omeđene pojasom, te hlače od kože ili fine tkanine (zbog mogućnosti jahanja na konju). Obuća je od dvije vrste; zatvorenih cipela s 3 ili 4 vezice, ili od čizama. Kape su varirale od oblika i materijala: od jednostavnih poveza preko glave, do bogato ukrašenih pletenih kapa. Boja odjeće bila je razlikovna karakteristika društvenih slojeva tog doba, crvena je boja ratnika, bijela svećenika, a plava seljaka. Kraljevi su se pak odijevali u sve tri boje kako bi pokazali svoj autoritet nad trima društvenim slojevima. Najvjerodostojniji izvori o perzijskoj nošnji su reljefi iz Perzepolisa.
Obrazovanje u ahemenidsko doba je relativno nepoznato. Sigurno je kako su perzijski plemići školovali svoju djecu, no većina seljaka bila je nepismena. Prema dostupnim povijesnim informacijama, školovanje mladih perzijskih plemića počinjalo je u starosti od pet godina, i trajalo je deset do dvadeset godina, ovisno o izvoru. Strabon piše kako su se mladi ljudi bavili gimnastikom, te kako su obučavani za lov, korištenje koplja, prepoznavanje biljaka, te izradu odjeće i mreža. Ksenofont navodi kako je njihovo školovanje uključivalo obuku prema kojoj su trebali razviti smisao za pravdu, poslušnost, izdržljivost, upornost i samokontrolu.

### Religija
Pod vladavinom ahemenidske dinastije religija zoroastrizma postala je de facto državnom religijom i proširila se iz jugozapadnog Irana diljem Bliskog istoka. Zoroastrizam i njegovi svjetonazori postaju određujućim elementom perzijske kulture, a istovremeno se javlja i jak sinkretizam s drugim religijama, posebno onima u Mezopotamiji.
Dobro u Zoroastrizmu je štovni bog Ahura Mazda. Predstavljala ga je vatra, kao simbol čistoće i moći. Zlo je prirodna sila odvojena od Ahure Mazde i suprotstavljena njemu i njegovu djelu, a egzistira samo na duhovnom planu, za razliku od duhovne i fizičke egzistencije onog što je stvorio Ahura Mazda. Napad zla, odnosno zloduha Ahrimana događa se između tih dviju krajnih točaka na vremenskoj traci.
Sredinom 5. stoljeća pr. Kr., odnosno u doba vladavine Artakserksa I. i Darija II., Herodot piše:

„Perzijanci nisu prikazivali božanstva, niti su gradili velike hramove već isključivo žrtvenike, budući kako za razliku od Grka nisu vjerovali kako su božanstva ljudskog oblika. Perzijanci su prinosili žrtve Suncu, Mjesecu, Zemlji, vatri, vodi i vjetrovima.“

Također, Herodot tvrdi kako molitva ili žrtva nije mogla biti obavljena bez nazočnosti zoroastrijskog svećenika, koji nisu bili povezani sa svećenicima niti jedne druge religije. Osim toga, funckija svećenika prenosila se nasljedno, s oca na sina.
Za vrijeme Darijevog vladanja zoroastrizam postaje posebno vezan uz kraljevu ideologiju. U mnogim zapisima Darija I. i njegovog sina Kserksa, kao što su Behistunski natpisi ili reljefi u Perzepolisu i Suzi, navodi se kako legitimitet kraljevske moći dolazi po volji Ahure Mazde, koja se prikazuje kao zaštitnik kralja i samog carstva. Portal iz Perzepolisa bogato je ukrašen reljefima s obje strane koji posloženi od vrha prema dnu prikazuju: Ahura Mazdu, kralja Darija I. na prijestolju, a zatim tri reda vojnika iz kraljevske osobne straže. Ovi motivi žele prikazati kako „Bog dobra“ (Ahura Mazda) štiti perzijskog kralja i vojsku, odnosno kako je kraljeva vlast legitimna.

## Umjetnost
Perzijska umjetnost u doba Ahemenida cvate, a svrha joj je prije svega veličanje slave vladajuće dinastije. Širenjem Perzijskog Carstva paralelno se širila i perzijska umjetnost, koja kulminira kada je carstvo bilo na vrhuncu, prvenstveno zahvaljujući bogatim porezima koje je kraljevski dvor primao iz brojnih pokorenih zemalja.

### Arhitektura i urbanizam
Ahemenidsko Perzijsko Carstvo ostavilo je brojne monumentalne palače, prije svega u Suzi, Pasargadu, Ekbatani i Perzepolisu. Za razliku od mnogih drugih monumentalnih građevina starog vijeka poput Partenona u Grčkoj ili Koloseja u Rimskom Carstvu, perzijske građevine nisu gradili robovi već plaćeni radnici iz svih zemalja carstva; Babilonije, Karije, Jonije, Asirije, Egipta, itd.
U rano doba perzijska plemena nisu imali jedinstveni arhitektonski stil, jer su bili polunomadski narod seljaka i jahača. Međutim, nakon što je Kir Veliki 550. pr. Kr. osnovao Perzijsko Carstvo, diljem zemlje niknut će mnoge monumentalne građevine. U početku se ahemenidska arhitektura temelji na elementima pokorenih naroda, no prema njima ubrzo je razvijen autohtoni stil. Prvi perzijski grad Pasargad još pokazuje neke nomadske utjecaje gdje su objekti raspršeni u ogromnom parku, no pedeset godina kasnije gradi se Perzepolis koji postaje simbolom racionalizacije i ravnoteže u perzijskoj arhitekturi. Plan kompleksa je strogo ortogonalan, broj stupova u dvoranama je slagan u omjerima 1:1 ili 1:2, raspored objekata je poslagan na zaštićenoj terasi. Trijemovi s dvostrukim kolonadama na apadani sijeku se na uglovima koji postaju kule, što je bila velika funkcionalna i estetska inovacija. Kompleksu se pristupa s dvaju velikih portala kroz koje teče sav promet.
Uspjesi ovih originalnih djela temelje se na brojnim elementima koji kombiniraju arhitekture podvrgnutih naroda. Perzijski elementi nisu hibrid već fuzija stilova koji stvaraju novi. Proizlaze iz stručnosti arhitekata i radnika širom carstva, pa je perzijska arhitektura utilitaristička, ritualna i simbolična. Perzepolis je pun elemenata koji svjedoče o njihovim višestrukim utjecajima.
Egipatski elementi prepoznatljivi su na krovnim vijencima i portalima, a mezopotamski kod povezivanja dviju palača gdje jedna ima privatnu, a druga javnu namjenu. Rozete i biljni reljefi sa stubišta skupa s nazubljenim bedemima i zidovima podsjećaju na arhitekturu zigurata, koji su u ranije doba nicali u Mezopotamiji i Elamu. Glazure reljefa imaju babilonski utjecaj, dok krilati ljudi-bikovi na portalima potječu od asirskog stila. Nakon uključivanja Jonije u Perzijsko Carstvo, perzijska arhitektura dovodi do jakog utjecaja na grčki jonski red, kao i obrnuto. Ti utjecaji posebno su vidljivi kod dvorana sa stupovima (hipostila). Lidijski i jonski arhitekti sudjelovali su na radovima u Pasargadu, te kasnije u Perzepolisu i Suzi, o čemu svjedoče grafiti na grčkom u kamenolomu blizu Perzepolisa i zapis iz Suze. Spiralni elementi (volute) s perzijskih kapitela kasnije su postali glavno obilježje grčke arhitekture jonskog reda. Perzepolis je kasnije snažno utjecao na Artemidin hram u Efezu, jedno od antičkih sedam svjetskih čuda.
Načelo unutrašnjeg prostora, gdje dvorana sa stupovima predstavlja jezgru palače, prisutno je na Bliskom istoku i prije doba Perzijskog Carstva. Ipak, sofisticiranost perzijske tehnologije koja je vidljiva na visini i rasponima stupova, uvjetovala je veliku prostranost i upotrebljivost dvorana, za razliku od sličnih hipostila u Grčkoj i Egiptu čiji su stupovi bili zdepasti, rasponi maleni, a prostori skučeni.
Konstruktivni sustavi u Perzepolisu su isključivo tektonski odnosno sastoje se od stupova i greda, dok nema traga stereotomskom sustavu (lukovi, svodovi i kupole). Većina stupova izrađenih od drva su nestali, no sačuvane su njihove kamene baze. Kod dvorana gdje su visine bile prevelike za korištenje drva, stupovi su građeni od masivnih kamenih blokova. Kameni stupovi koji su preživjeli vrlo su heterogenog stila, odnosno pokazuju utjecaje različitih civilizacija. Baza stupa ima hetitski utjecaj, dok je omjer visine i promjera debla gotovo identičan stupovima jonskog reda. Ogromni kapitel koji čini gotovo trećinu ukupne visine stupa karakterističan je za egipatske stupove s kapitelom lotosa. Skulpturalni kapiteli sa životinjskim oblicima vjerojatno su inspirirani asirskom arhitekturom, no predstavljaju originalni perzijski stil.
Kao i većina ahemenidskih palača, Perzepolis je imao zidove izgrađene od opeke, koji možda izgledaju neobično na području gdje je kamen dostupan u velikim količinama. To je zajedničke karakteristika svim narodima Istoka, koji kamen koriste uglavnom za gradske zidine. Danas su uglavnom sačuvani samo temelji zidova, kao i masivni kameni portali i stupovi.
Iako je građen gotovo dva stoljeća, Perzepolis kao cjelina pokazuje jedinstveni stil koji je karakteristika ahemenidske umjetnosti. Kasniji ahemenidski vladari nisu mnogo odstupali od umjetnosti i tehnike koju je Kir Veliki započeo u Pasargadu, odnosno Darije Veliki nastavio u Perzepolisu. Samo najnovije kraljevske grobnice Artakserksa II. i Artakserksa III. razlikuju se od onih u Nakš-e Rustamu po tome što nisu urezane u okomitu liticu planine već u kosi teren, no na pročelju sadrže iste elemente kao i Darijeva grobnica.

### Kiparstvo
Najpoznatije skulpture iz ahemenidskog perioda nalaze se u Perzepolisu. Brojni reljefi krase stubišta, panele ispred palače i unutrašnjost kraljevskih dvorana. Pretpostavlja se kako su također korišteni za uređenje prostorija sa stupovima. Inspiracija perzijskih skulptura vuče korijene iz Egipta, Grčke i Asirije, a karakterizira je velika preciznost i detaljnost izvedbe. Tipologija skulpturalnog oblikovanja je tipična za orijentalnu umjetnost; svi likovi prikazani su u profilu. Reljefi najčešće prikazuju perzijskog kralja i vojnike, te bikove, lavove i grifone; životinje vrlo su stilizirane, bez varijacija. Osim reljefa, povjesničari poput Herodota i Plutarha spominju Kserksov kip i Perzepolisu, te kip Darijeve žene Artistone u Suzi. Neke skulpture su u potpunosti realistične, poput psa (mastifa) koji je pronađen na uglu apadane.
- Skulptura lava ispred apadane u Perzepolisu
- Skulptura mastifa
- Kip Darija I. iz Heliopolisa, (Nacionalni muzej u Iranu)
- Skulptura bika s kapitela perzijskog stupa apadane u Perzepolisu

### Polikromija
Polikromija igra važnu ulogu u perzijskoj umjetnosti, a karakteriziraju je šareni i bogato ukrašeni reljefi na zidovima. Za razliku od Perzepolisa, palača u Suzi nema reljefe urezane u kamenu, već raznobojne keramičke glazure na zidovima od opeke, očito inspirirane mezopotamskom kulturom. Na njima su najčešće oblikovani likovi raznih životinja (lavovi, bikovi, grifoni) ili perzijskih vojnika, koji podsjećaju na reljefe u Perzepolisu.
U Suzi je polikromija na keramici očuvana, no to nije slučaj s kamenim reljefima u Perzepolisu gdje se pigment s vremenom raspao. Područja na kojima su korištene boje teško je tvrditi, jer je pigment gotovo u potpunosti nestao. Vrijeme, tanki slojevi nanošenja boja, te raspadanje organskih pigmenata glavni su razlozi njegova nestanka. Ipak, dokazi o korištenju boja nalaze se u tragovima diljem palače što svjedoči kako Perzepolis nije bio jednoličan, već u bogatim bojama. Također, pronađeno je i mnogo posuda koje su sudeći prema unutrašnjim pigmentima služile za pohranu boja. Boje su korištene na svim arhitektonskim elementima; zidovi, reljefi, stupovi, vrata, podovi, stepenice, kipovi, itd. Opeka je bila glazirana, crvena oker boja korištena je na podovima od vapnenca ili sivo-zelenkastog gipsa, stupovi su oslikani u više boja, kao i eksterijer palača. Tragovi crvene boje pronađeni su i na skulpturi Darijeve žene Darijeve žene Artistone koja se danas čuva u iranskom Nacionalnom muzeju u Teheranu. Velika paleta pronađenih boja govori o njihovom bogatom polikromatskom podrijetlu. Spominje se i upotreba biljnih pigmenata, no s obzirom na raspadanje takvih organskih boja, nažalost nisu sačuvane.
- Oslikani perzijski broš
- Sfinga Darija I. pronađena u Suzi
- Dekorativni motivi u obliku spirala
- Perzijski vojnik

### Zlatarstvo
Zlatarstvo je jedan od najvažnijih elemenata perzijske kulture, koji se u ahemenidsko doba proširio diljem carstva. Reljefi u gradovima poput Perzepolisa pokazuju kako su Perzijanci zlatnom nakitu pridavali veliku važnost.
Otkrića brojnih komada posuđa izrađenih od plemenitih kovina poput zlata i srebra također pokazuju kako je zlatarstvo bila važna karakteristika perzijske kulture, ali i dokaz njihove estetske zrelosti i napredne tehnologije. Ukrašavanje vaza, čaša, posuda, nakita, pa čak i oružja kombinira klasicizam i sinkretizam. Kao i kod ostalih grana perzijske umjetnosti, na zlatarstvo su utjecaj imale i razne pokorene kulture, koji su Perzijanci koristili u stvaranju novog i originalnog perzijskog stila.
Arheološki pronalasci zlatnih predmeta u Maloj Aziji pokazuju velike sličnosti s onima iz pokrajine Fars, a ponekad su sličnosti tolike da se pretpostavlja kako potječu iz iste radionice, iako se radi o predmetima koji datiraju desetljećima ili čak stoljećima kasnije. Neke stilske analogije mogu se pronaći i u Grčkoj i Trakiji što svjedoči o snažnom perzijskom utjecaju i na Europu.
- Zlatni model kočije
- Ukras u obliku ribe
- Motiv s perzijske vaze u obliku krilatog kozoroga
- Narukvica s urezanim dragim kamenjem

## Tehnologija
Kompleksi u Pasargadu i Perzepolisu obiluju mnogim inovativnim elementima na području građevinskog inženjerstva. Novija istraživanja strukturalne tehnologije u susjednom Pasargadu koji je udaljen svega 43 km i građen tri desetljeća prije Perzepolisa, pokazala su kako su perzijski inženjeri sagradili kompleks koji je mogao izdržati jake potrese, čak do 7. stupnja prema Richterovoj ljestvici. Temelji graditeljskih zdanja u Perzepolisu i Pasargadu građeni su tehnologijom izolirane baze temelja, koja se danas koristi pri gradnji modernih osjetljivih objekata poput nuklearnih elektrana, zbog zaštite od seizmičkih aktivnosti.
Značajan doprinos graditeljstvu predstavlja i uporaba konstruktivnih spona (kopči) između kamenih blokova, koje su izgrađene od metala. Takav konstruktivni sustav zajedno s izoliranom bazom temelja stvorili su preduvjete za gradnju mnogo većih i tanjih konstruktivnih elemenata, koji su svoj vrhunac doživjeli u apadani Perzepolisa gdje su stupovi bili visoki čak 20 metara što ih čini najvišim te u odnosu na visinu najtanjim stupovima starovjekovnog graditeljstva, dok su osni rasponi stupova od 8.65 m također veći od bilo kojeg arhitektonskog zdanja tog doba. Usporedbe radi, Artemidin hram u Efezu kojeg su Grci uvrstili na Sedam svjetskih čuda imao je mnogo manje raspone od 5.9 m, dok su stupovi bili 1.5 m kraći od onih iz apadane Perzepolisa.
Veliki doprinos perzijskih inženjera ostvaren je i na području opskrbe vodom tzv. kanatima koje su graditelji usjekli duboko u planine te bi pomoću njih dopremali i čuvali svježu vodu. Zahvaljujući tom vodovodnom sustavu i umijeću kontroliranja tlaka, u kompleksu Perzepolis izgrađen je sofisticiran sustav vodovodnih, kanalizacijskih i drenažnih cjevovoda. Mreža cjevovoda usječena je u teren terase prije gradnje temelja, što predstavlja prvi takav slučaj u povijesti.
Golemi perzijski inženjerski pothvati poput gradnje prvog Sueskog kanala, pontonskih mostova preko Dardanela ili kanala kroz poluotok Atos predstavljaju tehnološke uspjehe koji nisu ostvareni nikada ranije u povijesti, niti stotinama godina kasnije.

## Kulturni utjecaj
U starovjekovnoj povijesti Ahemenidsko Perzijsko Carstvo zauzima posebno mjesto, i imat će golemi utjecaj na povijest koju slijedi. Pod ahemenidskom dinastijom deseci različitih naroda bili su ujedinjeni u jednoj državi koja se protezala od rijeke Ind do Egejskog mora. Administrativnu organizaciju koju su uspostavili Perzijanci koristili su Aleksandar Makedonski i brojna druga carstva koja su oponašali perzijski sustav političke federacije. Iranska kultura proširila se većim dijelom Bliskog istoka, kao i upotreba perzijskog jezika.
Perzijska kultura ostavila je i snažan utjecaj na samog Aleksandra koji se pred kraj života oblačio kao Perzijanac, primio Perzijance kao veći dio svoje vojske, oženio se Perzijankom iz ahemenidske dinastije, a glavni grad svog carstva premjestio je u (tada) perzijski Babilon. Ovi Aleksandrovi potezi uzrokovali su veliko neslaganje s njegovim generalima (dijadosima).
Novonastalo Seleukidsko Carstvo objedinjavalo je ahemenidsku i helenističku kulturu, što je kasnije ostavilo dubok trag i na političko uređenje novog iranskog Arsakidskog Carstva, te kasnije Sasanidskog Carstva koje je povratilo stari sjaj Perzije.
Budući kako su Stari Grci prozvali Iran „Perzijom“ prema vladajućoj perzijskoj dinastiji Ahemenida, od kraja 6. stoljeća pr. Kr. u zapadnom svijetu sve države iranskih vladarskih dinastija nazivale su se „Perzijom“ što se zadržalo do danas (vidi: Terminologija Irana i Perzije).
Ahemenidsko Perzijsko Carstvo predstavlja veliki značaj za moderni Iran, budući kako ta starovjekovna država predstavlja početak dominacije Perzijanaca nad ostalim iranskim narodima što se zadržalo do današnjeg dana (Perzijanci čine 51% stanovništva Irana). Osnivač carstva Kir Veliki često se naziva „ocem Irana“.

## Poveznice
- Perzijsko Carstvo
- Povijest Irana

### Antička djela
- Ksenofont: „Ekspedicija“ (Κυρου Ανάβασις - Anabasis)
- Ksenofont: „Kiropedija“ (Κύρου παιδεία - Cyropaedia)
- Herodot: „Povijesti“ (Ιστορίης Απόδειξη)
- Diodor sa Sicilije: „Knjižnica“ (Ιστορικη Βιβλιοθήκη)
- Strabon: „Geografija“ (Γεωγραφικά)
- Polibije: „Povijesti“ (Histories)

### Moderna djela
- Pierre Briant: „Od Kira do Aleksandra: Povijest Perzijskog Carstva“ (From Cyrus to Alexander: A History of the Persian Empire), preveo Peter Daniels, Indiana: Eisenbrauns (2002.)
- (fr.) Philip Huyse: „Antička Perzija“ (La Perse antique), Pariz, 2005.
- Kolekcija „Pregled antičke Perzije“ (Regards sur la Perse antique), 1998.
- (fr.) Henri Stierlin: „Velikani iz Perzijskog Carstva“ (Splendeurs de l’Empire perse), Izdavač: Gründ, Pariz (2006.)
- A. T. Olmstead: „Povijest Perzijskog Carstva“ (History of the Persian Empire), Chicago, 1948.
- Werner F. Dutz i Sylvia A. Matheson: „Perzepolis: arheološka nalazišta u Fars provinciji I.“ (Parsa (Persepolis) Archaelogical sites in Fars (I)). Yavassoli izdanja, Teheran (1998.)
- Josef Wiesehöfer; Azizeh Azodi (prevodilac): „Antička Perzija 550 pr. Kr. - 650.“ (Ancient Persia: 550 BC to 650 AD), London i New York, 2001.
- (fr.) Eugene Flandin i Pascal Coste: „Put u Perziju“ (Voyage en Perse), Pariz (1851.)
- (fr.) Georges Perrot i Charles Chipiez: „Antička povijest umjetnosti u Egiptu, Asiriji, Perziji, Maloj Aziji, Grčkoj, Etruriji, Rimu“ (Histoire de l'art dans l'Antiquité, Égypte, Assyrie, Perse, Asie mineure, Grece, Etrurie, Rome). Svezak V.: „Perzija, Frigija, Lidija i Karija, Licija“ (Perse, Phrygie, Lydie et Carie, Lycie), Pariz (1890.)
- Arthur Upham Pope: „Perzijska arhitektura“ (Persian Architecture), London (1965.)
- Arthur Upham Pope: „Elaborat perzijske umjetnosti od pretpovijesti do danas“ (A Survey of Persian Art from Prehistoric Times to the Present), Izdavač: Charles Scribner’s Sons, New York (1931.)
- Peter Green: „Grčko-perzijski ratovi“ (The Greco-Persian Wars)
- Timelife Persians: Masters of the Empire (Lost Civilizations)
- J. M. Cook: „Perzijsko Carstvo“ (The Persian Empire), izdavač: Shocken Books, New York (1983.)
- Philip De Souza: „Grčko-perzijski ratovi 499. – 386. pr. Kr.“ (The Greco-Persian Wars 499–386 BC)
- (njem.) Franz Stolze: „Perzepolis: ahemenidski i sasanidski spomenici i natpisi iz Perzepolisa, Istakhra, Pasargada, Šapura“ Persepolis, die achaemenidischen und sasanidischen Denkmäler und Inschriften von Persepolis, Istakhr, Pasargadae, Shâpur, Izdavač: A. Asher ed, Berlin (1882.)
- Richard Hallock: „Zapisi iz Perzepolisa“ (Persepolis Fortification Tablets)
- Richard N. Frye: „Perzijsko nasljeđe“ (The Heritage of Persia)
- John E. Curtis: „Zaboravljeno carstvo: Svijet antičke Perzije“ (Forgotten Empire: The World of Ancient Persia), Berkeley, Los Angeles
- Lindsay Allen: „Perzijsko Carstvo“ (The Persian Empire)
- M. A. Dandamaev: „Politička povijest Ahemenidskog Carstva“ (A Political History of the Achaemenid Empire), Leiden, 1989.

## Vanjske poveznice
- „Iran - zaboravljena slava“; dokumentarni film o antičkom Iranu (Ahemenidima i Sasanidima)  Arhivirana inačica izvorne stranice od 28. travnja 2010. (Wayback Machine)
- Achemenet - važni virtualni izvor za proučavanje povijesti, literature i arheologije Perzijskog Carstva
- Perzepolis prije uništenja (virtualna šetnja)
- „Virtualni ahemenidski muzej“ - profesor Pierre Briant
- Ahemenidi (Livius.org, Jona Lendering)
- Ahemenidski kraljevski zapisi (Livius.org)  Arhivirana inačica izvorne stranice od 18. prosinca 2016. (Wayback Machine)
- [neaktivna poveznica]
- Ahemenidska umjetnost (Iran Chamber)
- Projekt Persepolis Fortification Archive
- Fotografije donositelja poreza iz sve 23 perzijske satrapije (reljefi u Perzepolisu)  Arhivirana inačica izvorne stranice od 31. kolovoza 2021. (Wayback Machine)

### Ostali projekti
|  | Zajednički poslužitelj ima još gradiva o temi Ahemenidsko Perzijsko Carstvo |